# کنت‌نشین تولوز
کنت‌نشین تولوز (اکسیتان: Comtat de Tolosa) قلمرویی در جنوب فرانسه به مرکزیت شهر تولوز بود که در سال ۷۷۸ توسط شارلمانی تأسیس شد. این قلمرو توسط کنت اداره می‌شد تا اینکه پس وقوع جنگ صلیبی کاتاری و درهم شکستن جنبش کاتاریسم در کنت‌نشین تولوز، این قلمرو بار دیگر در سال ۱۲۷۱ تحت کنترل و نظارت مستقیم پادشاهی فرانسه قرار گرفت.

## جنگ صلیبی کاتاری
ریشه کاتارها به یک جنبش اطلاحی ضدماتریالیستی در کلیساهای بوغومیلیه بالکان بازمی‌گردد که خواستار بازگشت به مسیحیت راستین نخستین، درست به همان روشی که عیسی آموخته، بودند. این اصلاحات واکنشی در برابر شیوهٔ زندگی افتضاح‌آمیز و فاسد کشیشان کاتولیک در جنوب فرانسه بود. الهیات آنها، از بسیاری جهات نئوگنوسی، اساساً دوگانه‌گرایی بود. برخی از اعمال آنها، به‌ویژه اعتقادشان به شر ذاتی جهان مادی، با آموزه‌های تجسم مسیح و آیین‌های مقدس در تضاد بود. این مسئله منجر به انتشار اتهامات علیه آنها (گنوسیسم) شد و خشم تشکیلات کلیسای کاتولیک را برانگیخت. آنها با نام آلبیگایی معروف شدند چرا که پیروان بی‌شمازی در شهر البی و نواحی اطراف آن در قرن ۱۲ و ۱۳ میلادی داشتند.
در میانه سال ۱۰۲۲ و ۱۱۶۳، هشت شورای کلیسای محلی کاتارها را محکوم کردند که آخرین آنها در تور برگزار شد که طی آن اعلام شد که آلبیگایی‌ها باید به زندان افتاده و اموال آنها مصادره شود. سومین شورای لاتران که در سال ۱۱۷۹ برگزار شد، این محکومیت را تأیید و تکرار کرد. تلاش‌های دیپلماتیک اینوسنت سوم برای عقب‌راندن کاتاریسم با موفقیت کمی روبه‌رو شد. پس از قتل نمایندهٔ تام‌الاختیار پاپ، پیر دو کاستلنو، ظن اینوسنت به ریمون ششم، کنت تولوز، پاپ جنگ صلیبی جدیدی علیه کاتارها اعلام کرد. وی زمین‌های کاتارهای بدعت‌گذار را به اشراف فرانسوی که در این جنگ صلیبی شرکت کنند، پیشنهاد کرد.
از سال ۱۲۰۹ تا ۱۲۱۵، صلیبیون به موفقیت‌هایی چشمگیری دست یافتند؛ اراضی آنها را تسخیر و جنبش را به‌طور نظام‌مند درهم شکستند. از سال ۱۲۱۵ تا ۱۲۲۵، سلسله شورش‌هایی منجر شد تا بسیاری از قلمروها توسط کاتارها بازپس‌گرفته شوند اما در نهایت با آغاز مجدد جنگ صلیبی، تمامی اراضی بازپس شد. بدین ترتیب از سال ۱۲۴۴ کاتاریسم به جنبش زیرزمینی مبدل گردید که پیروانش تحت تعقیب دستگاه پاپ بودند. جنگ صلیبی کاتاری نقش مهمی در تأسیس و نهادینه‌کردن فرقه دومنیکن و دستگاه تفتیش عقاید ایفا کرد؛ دومنیکن‌ها پیام کلیسا و پاپ را برای مبارزه با بدعت‌گذاری و ترویج آموزه‌های کلیسا در شهرها و روستاها منتشر شدند، در حالی که دستگاه تفتیش عقاید در حالی بررسی و رسیدگی به بدعت‌ها بود. با این تلاش‌ها، در میانه قرن ۱۴ میلادی، جنبش کاتارها به کلی ریشه‌کن شد وهیچ اثری از آن باقی نماند. با این حال بسیاری از مورخان، این جنگ صلیبی را یک نسل‌کشی علیه کاتارها می‌دانند.